# Ханасака Дзидзи
«Ханасака дзидзи» (яп. 花咲か爺 Ханасака дзидзи:, или 花咲かじいさん Ханасака дзи:-сан, от «ханасаку» — «цветение» и «дзидзи» — «старик») — японская сказка. Элджернон Фримен-Митфорд занес её в коллекцию «Сказаний Старой Японии (англ. Tales of Old Japan)» под названием «История о старике, заставившем увядшие деревья цвести (англ. The Story of the Old Man Who Made Withered Trees to Blossom)». Эндрю Лэнг записал её под именем «Завистливый сосед (англ. The Envious Neighbor)» в «Фиолетовую книгу сказок».

## Краткое содержание
Одна пожилая пара, у которой не было детей, очень сильно любила свою собаку. И однажды та вырыла в саду ямку, в которой старик со старухой обнаружили шкатулку, полную золотых монет. Сосед решил, что собака сможет ещё раз найти сокровища и попросил её у хозяев на некоторое время. Однако она, перерыв весь сад, нашла лишь кости, и сосед убил её, а хозяевам сказал, что она просто умерла. Огорченные, они похоронили её у инжира, под кроной которого она нашла злополучные сокровища. Но однажды ночью собака явилась старику во сне и попросила срубить дерево и сделать из него ступу. Старик наутро рассказал об этом жене и они решили, что так тому и быть. Когда ступа была сделана, они положили в неё рис, и он в мгновенье ока обратился золотом. Жадный сосед тут же решил одолжить ступу, но в его руках рис превращался в зловонные ягоды и от злости он со своей женой разбил ступу вдребезги и сжёг.
Той же ночью собака во сне сказала хозяину собрать пепел и удобрить им землю у засохшей сакуры. После этого дерево необычайно красиво расцвело, и изумлённый даймё, не оставивший такое чудо без внимания, щедро одарил супругов. Сосед в ту же минуту попытался повторить за стариком, но пепел попал в глаза даймё и за это злодея отправили в тюрьму. Когда же он вернулся, односельчане больше не желали видеть его в этих краях, а из-за его нечистого прошлого новый дом ему найти так и не удалось.